# Csépa
Csépa es un pueblo húngaro perteneciente al distrito de Kunszentmárton, condado de Jász-Nagykun-Szolnok.

## Superficie
Cuenta con una superficie de 29,67 km².

## Demografía
Hasta 2024 la población era de 1581 habitantes, con una densidad de población de 53,28 hab/km².
| Gráfica de evolución demográfica de Csépa entre 2020 y 2024 |
|                                                             |
| Datos según la Oficina Central de Estadística de Hungría.   |